# Étain
Étain is een gemeente in het Franse departement Meuse (regio Grand Est). De gemeente telde 3.449 inwoners op 1 januari 2022. Zij worden Stainois(es) genoemd. De plaats maakt deel uit van het arrondissement Verdun.
De kerk Saint-Martin werd gebouwd van de 12e tot de 15e eeuw en werd reeds in 1846 beschermd als historisch monument. In een zijkapel staat een piëta van de 16e-eeuwse beeldhouwer Ligier Richier. De kerk werd zwaar beschadigd tijdens de Eerste Wereldoorlog en de restauratie duurde tot 1952. Het 18e-eeuwse gemeentehuis werd volledig verwoest tijdens de oorlog en tussen 1922 en 1926 heropgebouwd onder leiding van architect Joseph Hornecker.
In de gemeente ligt de legerbasis Étain-Rouvres waar het 3° Régiment d'Hélicoptères de Combat is gelegerd.

## Geschiedenis

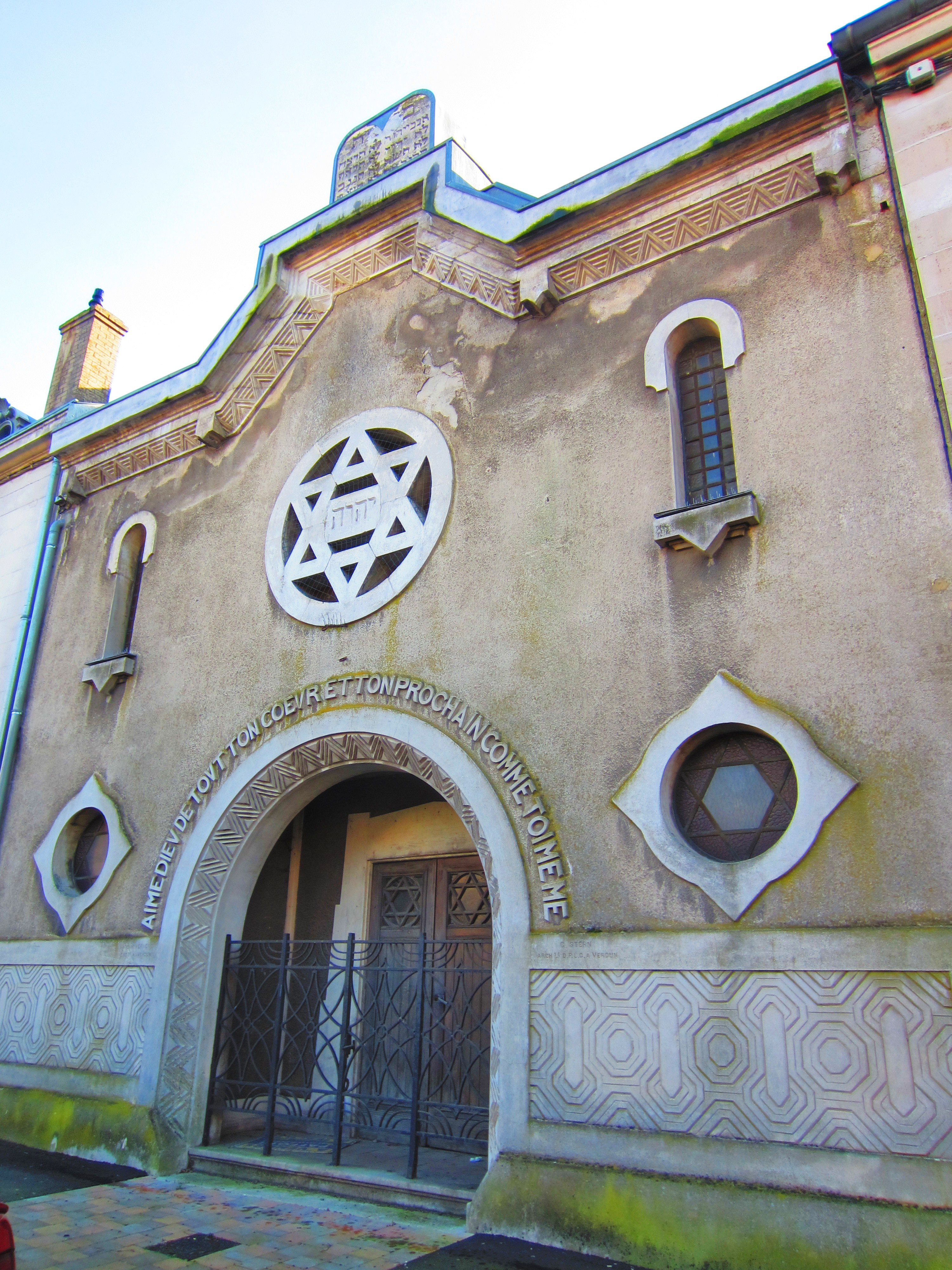
De synagoge van Étain (1928) werd tijdens de Tweede Wereldoorlog gebruikt als stal maar kwam relatief ongeschonden de oorlog door.

De plaats werd voor het eerst vermeld in de 8e eeuw. In de 10e eeuw kreeg Étain een stadsomwalling met daarin vier hoofdpoorten. Deze stadsmuren werden in 1635 op bevel van koning Lodewijk XIII geslecht en de stadspoorten in 1789.
De 17e eeuw was rampzalig voor de stad en de wijde omgeving met oorlogen, epidemieën en hongersnood. Met de Vrede van de Pyreneeën (1659) kwam er weer vrede in de streek en in 1662 werd Étain de zetel van een baljuw. Étain bleef een belangrijk administratief centrum nadat Lotharingen in 1766 Frans werd.

### Joodse gemeenschap
In 1753 werd het aan een beperkt aantal Joden toegestaan zich te vestigen in Lotharingen. In Étain vestigden zich twee Joodse families. Ondanks allerlei restricties groeide de Joodse gemeenschap van Étain snel, zeker na 1871 toen enkele Joodse families uit Moselle naar hier verhuisden. In 1914 vormden de Joden 3% van de bevolking van de gemeente. Er kwamen een Joodse begraafplaats (1808) en een synagoge (1928). Ten gevolge van de holocaust verdween de Joodse gemeenschap volledig uit Étain.

### Moderne tijd
In 1874 werd het treinstation geopend en de gemeente bloeide dankzij de handel. In 1912 kwam er ook een legerkazerne. Op 24 augustus 1914 werd de stad gebombardeerd en de volgende dag vond de Slag van Étain-Buzy plaats tussen Franse en Beierse troepen, die oprukten naar Verdun. De rest van de oorlog bleef Étain bezet door Duitse troepen. Die fusilleerden 19 inwoners. Tijdens het interbellum volgde een lange wederopbouw, want slechts een dertigtal huizen was in 1918 nog bewoonbaar. De luchtmachtbasis van Étain-Rouvres werd aangelegd waar bij het begin van de Tweede Wereldoorlog vliegtuigen van de RAF gestationeerd waren. Na de oorlog, tot 1964, werd dit een Amerikaanse luchtmachtbasis. Daarna, tot 1980, was het Franse 94e Infanterieregiment daar ingekwartierd.

## Geografie
De oppervlakte van Étain bedroeg op 1 januari 2022 19,64 vierkante kilometer; de bevolkingsdichtheid was toen 175,6 inwoners per km².
De gemeente ligt op de vlakte van Woëvre en de Orne stroomt door de gemeente. Het centrum van de gemeente ligt op 205 m hoogte.
De onderstaande kaart toont de ligging van Étain met de belangrijkste infrastructuur en aangrenzende gemeenten.

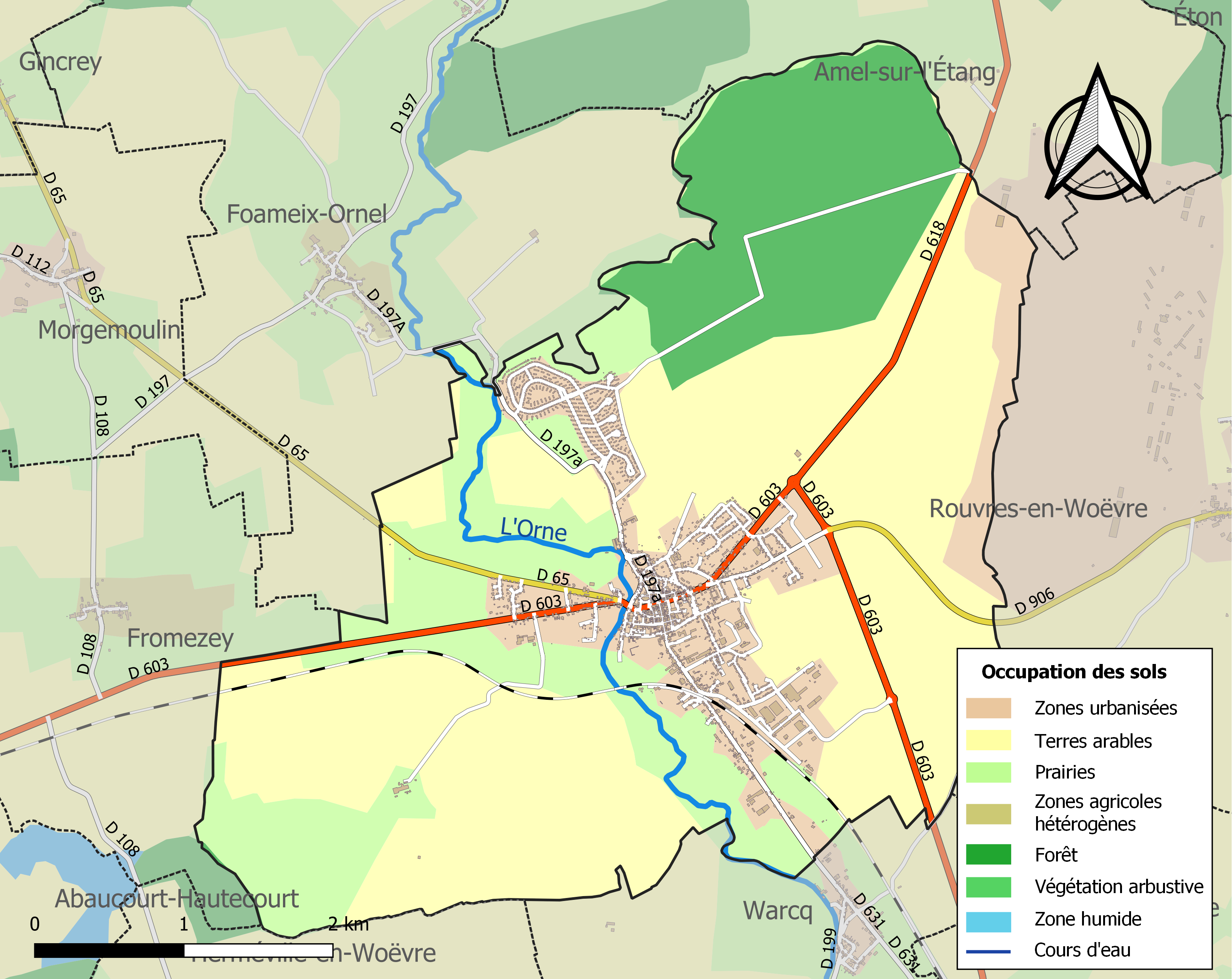

## Demografie
Aan het einde van de middeleeuwen was er een grote bevolkingstoename. De Dertigjarige Oorlog (eerste helft 17e eeuw) decimeerde de bevolking van Étain. In 1650 werden er nog maar veertig inwoners geteld. Na de Frans-Duitse Oorlog (1870-1871) was er een instroom uit de gebieden die door het Duitse Keizerrijk werden geannexeerd. In 1914 werd Étain ontruimd en na de oorlog keerden veel inwoners niet terug. In de plaats kwamen immigranten uit andere delen van Frankrijk of uit het buitenland. Zij werden gehuisvest in de nieuwe wijken Cité Patton en Cité des Clairs waar eerst Amerikaanse militairen die dienden op de luchtmachtbasis, waren ondergebracht.
Onderstaande figuur toont het verloop van het inwonertal (bron: INSEE-tellingen).

## Verkeer en vervoer
De gemeente ligt op tien kilometer van de afrit Ville en Woëvre op de autosnelweg A4.
In de gemeente ligt spoorwegstation Étain.

## Geboren
- Roger Piantoni (1931-2018), voetballer